# Ајхштет (Алтмарк)
Ајхштет (њем. Eichstedt) општина је у њемачкој савезној држави Саксонија-Анхалт. Једно је од 26 општинских средишта округа Штендал. Према процјени из 2010. у општини је живјело 1.013 становника. Посједује регионалну шифру (AGS) 15090135.

## Географски и демографски подаци
Ајхштет се налази у савезној држави Саксонија-Анхалт у округу Штендал. Општина се налази на надморској висини од 34 метра. Површина општине износи 32,8 km². У самом мјесту је, према процјени из 2010. године, живјело 1.013 становника. Просјечна густина становништва износи 31 становника/km².